# الجناح الغربي
الجناح الغربي (بالإنجليزية: West Wing)‏ هو مبنى ضمن مباني البيت الأبيض فيه المكتب البيضاوي ومكاتب فريق رئيس الولايات المتحدة ومنه يمارس الرئيس وطاقمه مهام عملهم اليومية. تقع في الجناح الغربي غرفة العمليات التي تدار من خلالها الحروب وتناقش فيها أهم قضايا الأمن القومي الأمريكي .

## معرض صور

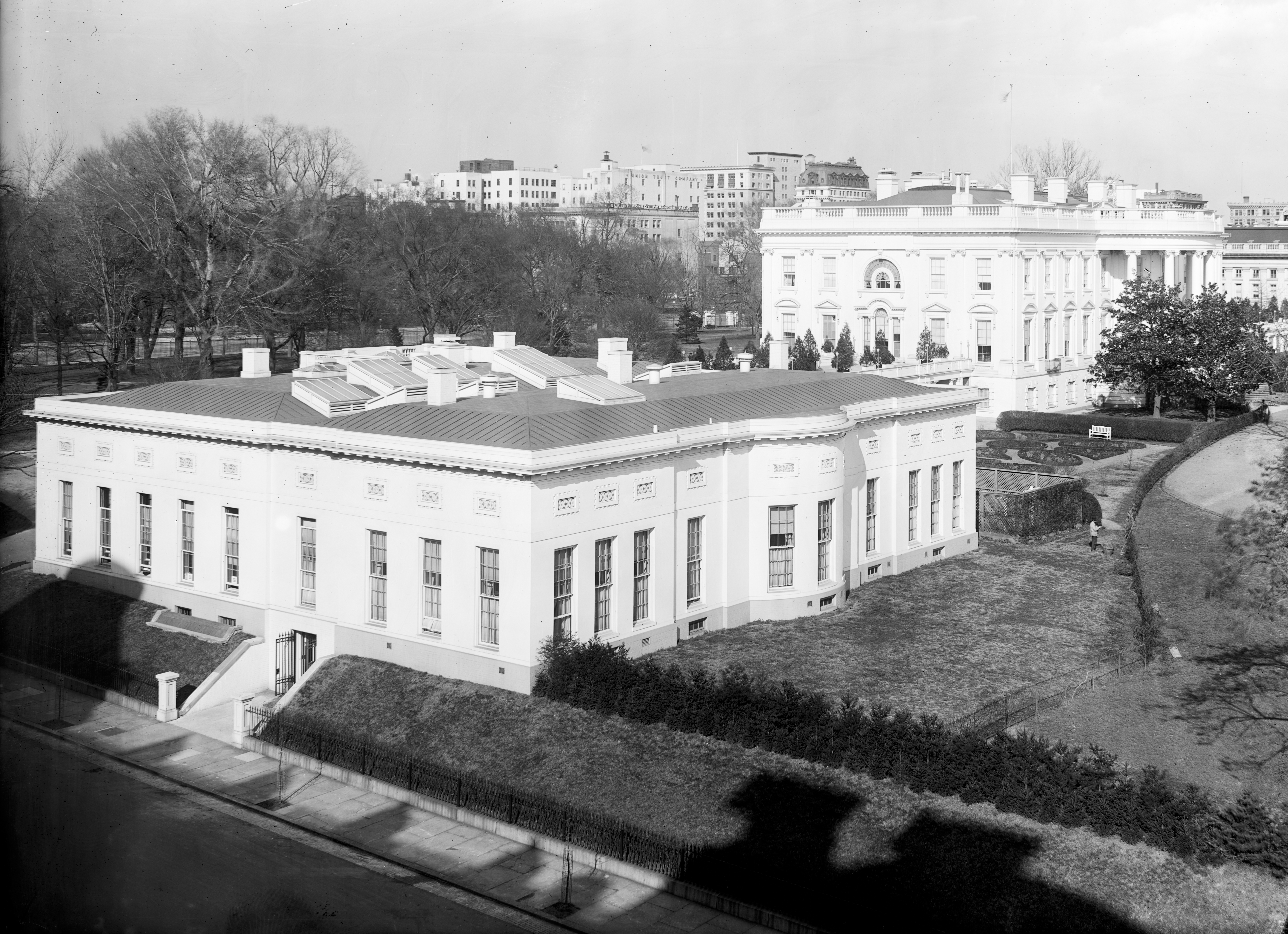
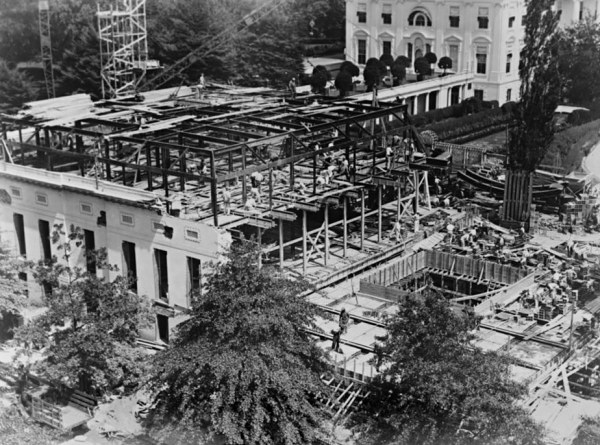
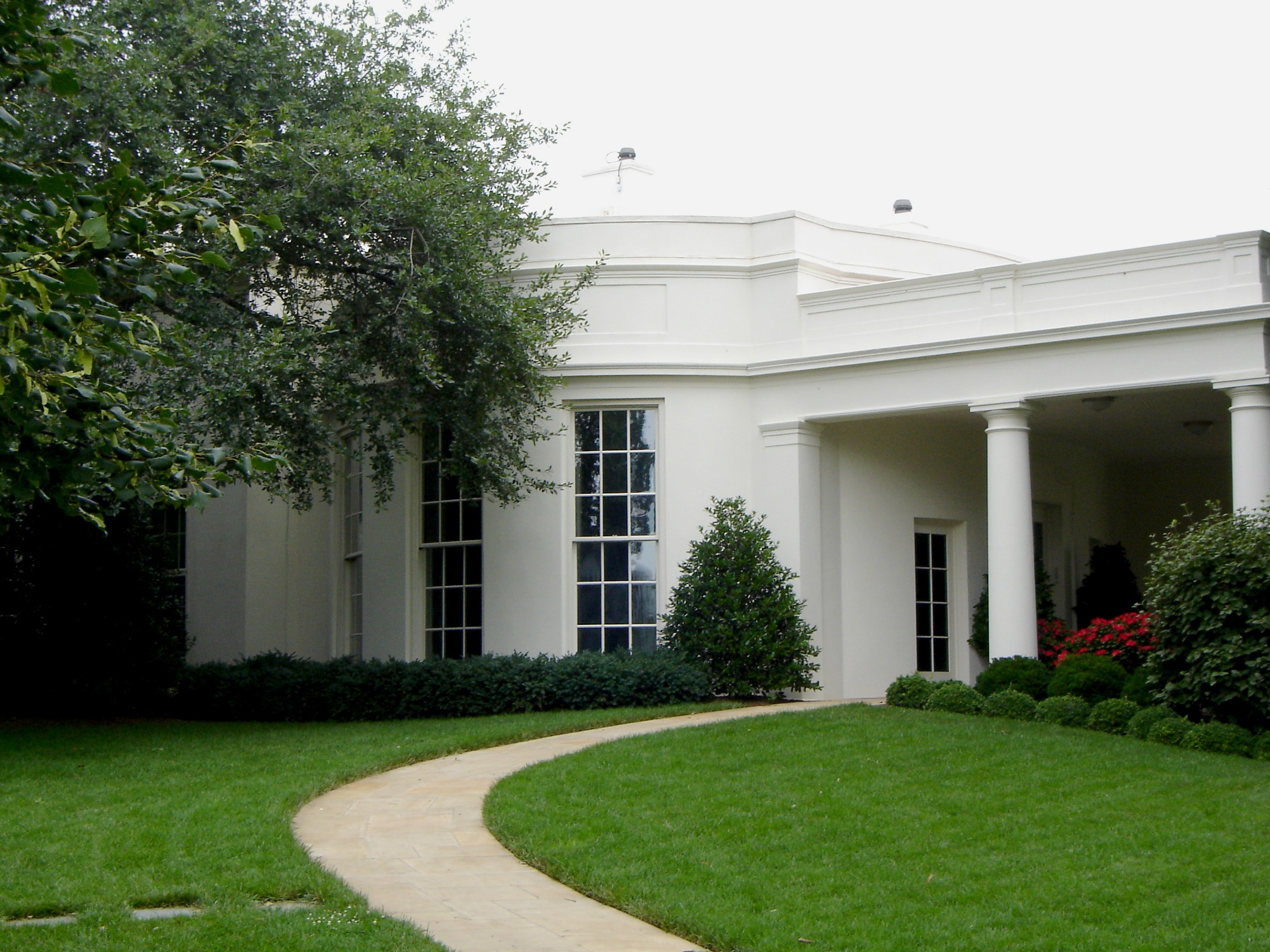
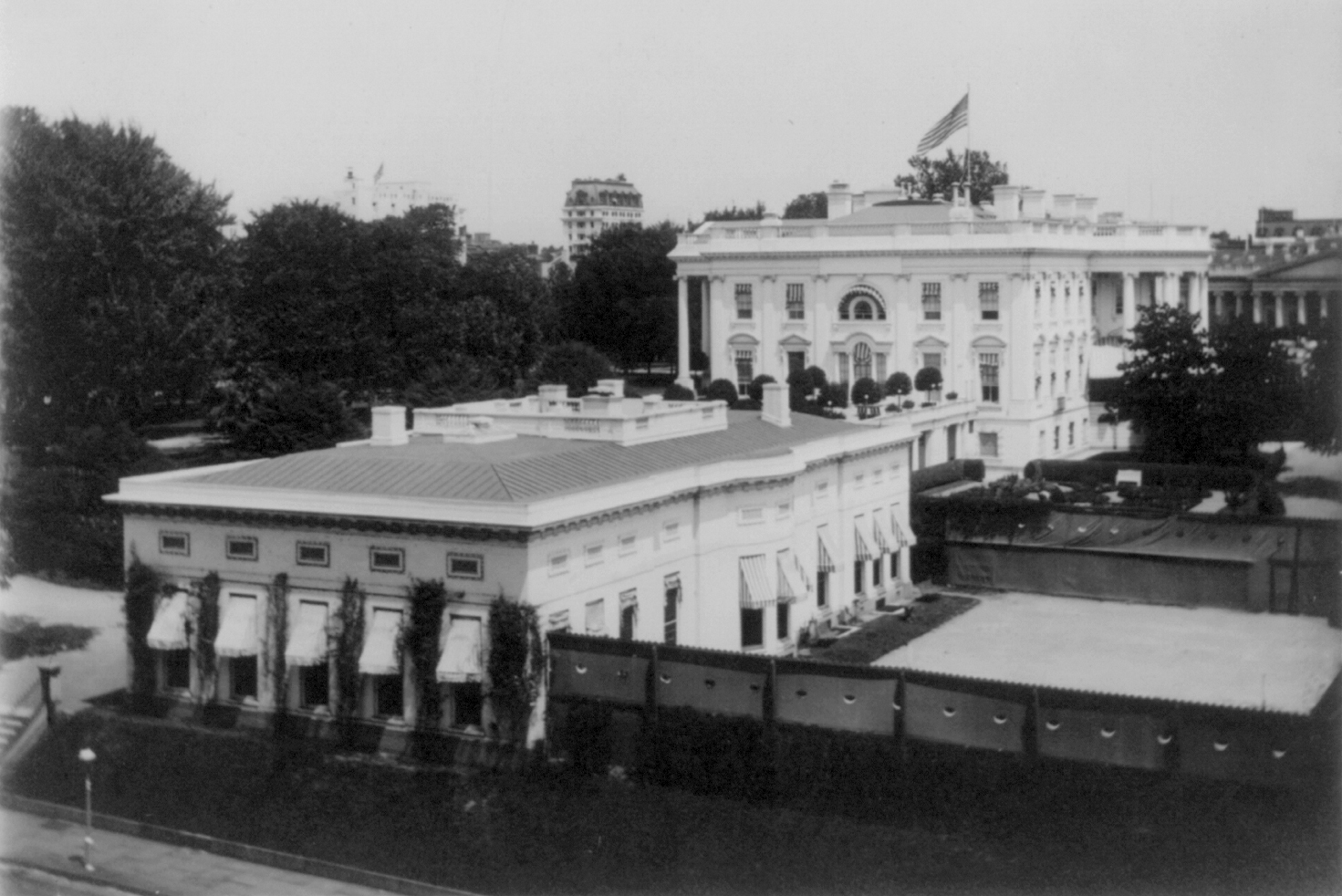
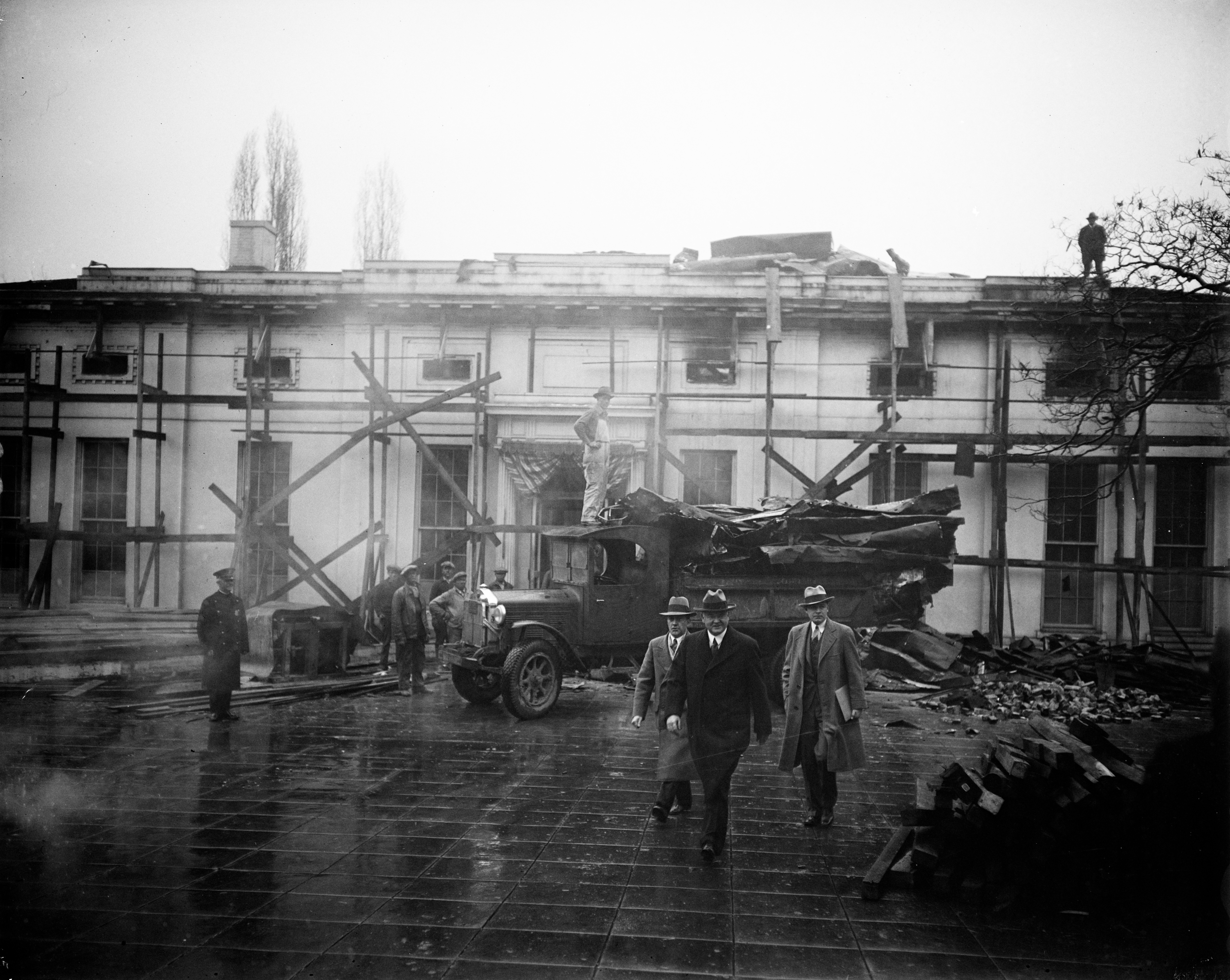